# 锈色绞口鲨
锈色绞口鲨（学名：Ginglymostoma ferrugineum）为须鲨科绞口鲨属的鱼类。分布于印度洋中部至澳大利亚以及南海诸岛和台湾等海域等，属于属暖水性鲨鱼。其主要生活于礁盘环境中、栖息底层以及行动滞缓。该物种的模式产地在南太平洋。